# Andy Marte
Andy Manuel Marte Hernández (Villa Tapia, 21 de octubre de 1983-Pimentel, República Dominicana; 22 de enero de 2017) fue un infielder dominicano de Grandes Ligas que jugaba para la organización de los Piratas de Pittsburgh después de firmar un contrato de ligas menores con ellos el 1 de diciembre de 2010.

## Carrera

### Atlanta Braves
Marte fue firmado como amateur con los Atlanta Braves (Bravos de Atlanta) a la edad de 16 años en el 2000, y tuvo éxito en todos los niveles del sistema de sucursales de los Bravos. Fue seleccionado y apareció en All-Star Futures Game (Juego de las Estrellas del Futuro) en el 2003 y 2004. En 2005 Marte bateó .275 con 20 jonrones y 74 carreras impulsadas en 109 juegos en Triple-A, pero solo bateó .140 en 57 turnos al bate con los Bravos. Mientras los Bravos decidieron firmar al tercera base Chipper Jones con una extensión de contrato, y perdieron al campocorto dominicano Rafael Furcal en la agencia libre.

### Cleveland Indians
Marte fue cambiado por los Bravos el 8 de diciembre de 2005, a los Medias Rojas de Boston por el torpedero colombiano Edgar Rentería y dinero en efectivo. Más tarde durante esa temporada baja, el 27 de enero de 2006, los Medias Rojas lo cambiaron a los Indios de Cleveland junto con el relevista Guillermo Mota, el receptor Kelly Shoppach, Randy Newsom, y dinero en efectivo por el jardinero central Coco Crisp, el receptor Josh Bard, y el pitcher David Riske.
Marte inicialmente recibió poco tiempo de juego con los Indios de Cleveland, pero después que los Indios negociaran a Casey Blake el 26 de julio de 2008, el equipo le dio más tiempo de juego en la tercera base. Bateó .221 en 80 juegos y los Indians firmaron a Mark DeRosa para jugar esa posición al final de la temporada 2008 y reemplazarlo en 2009.
El 19 de febrero de 2009, Marte fue designado para asignación por los Indios de Cleveland para dar lugar al recién adquirido relevista Juan Salas. Marte no fue reclamado y fue enviado al equipo AAA filial de los Indios, Columbus Clippers de la Clase AAA International League el 25 de febrero.
Marte tuvo un buen desempeño para los Clippers. En 82 partidos, bateó para .327 con 18 jonrones. Tras el cambio de Ryan Garko el 27 de julio, Marte fue llamado al equipo grande de los Indios. El 29 de julio de 2010, Marte hizo su primera aparición como lanzador para los Indios de Cleveland, lanzando una entrada perfecta con un ponche a Nick Swisher.
El 5 de noviembre de 2010, Marte fue enviado a Triple-A con Columbus, sacándolo del roster de 40 jugadores. Marte se declaró agente libre el 6 de noviembre. 

### Regreso a las ligas menores
Marte luego firmó un contrato de ligas menores con los Piratas de Pittsburgh de las Ligas Mayores, el 1° de diciembre de 2010. Jugó para Indianapolis Indians de la Clase AAA International League en 2011. Sin un contrato, Marte estuvo afuera en la temporada del 2012. Inició la temporada 2013 con York Revolution de Atlantic League of Professional Baseball. Marte firmó un contrato de liga menor con Los Angeles Angels of Anaheim el 6 de agosto de 2013. Jugó para Salt Lake Bees de la Class AAA Pacific Coast League.[17]

### Arizona Diamondbacks (Coralillos)
Marte firmó un contrato de liga menor con Arizona Diamondbacks el 13 de diciembre de 2013. Inició la temporada de 2014 con Reno Aces of the Class AAA Pacific Coast League.[2] Los Diamondback, promovieron a Marte a las Ligas Mayores el 31 de julio de 2014 y fio jonrón en la primera vez al bate con el equipo contra el pitcher Jeff Locke de Pittsburgh Pirates. Designado y asignado el 7 de agosto, cuando los Diamondback promovieron a Jack Lamb y Marte regresó a Reno eligiendo la agencia libre en octubre de 2014.

### Liga Coreana
Jugó durante las temporadas 2015 y 2016 en el béisbol de Corea con the KT Wiz.

## Vida personal
Marte estuvo casado con Priscilia Rivas con quien tuvo 2 niños, y 2 niños más

## Muerte
Falleció la madrugada del 22 de enero de 2017 en un accidente de tránsito mientras se desplazaba en su vehículo desde el municipio de Pimentel hacia la ciudad de San Francisco de Macorís, Provincia Duarte.